# Alexandru Marin
Alexandru (Alex) Adalbert Marin (n. 25 iunie 1945, Paris, Franța– d. 14 noiembrie 2005) a fost un fizician experimental specializat în studiul particulelor experimentale, profesor de fizică la Massachusetts Institute of Technology (cunoscut și ca MIT), Boston University și Harvard University, respectiv un cercetător la CERN și la Joint Institute for Nuclear Research (cunoscut și ca JINR).
Alexandru Marin, fiul politicianului român Gheorghe Gaston Marin, s-a născut în Franța, pe când tatăl său se afla în misiune diplomatică.
Marin a făcut studiile școlare, universitare și post-universitare în România, obținând titlul de doctor în fizică, în anul 1977, la Institutul Central de Fizică (redenumit ulterior "Institutul național de cercetare și dezvoltare fizică și inginerie nucleară Horia Hulubei").